# Buran
| Buran Буран               | Buran Буран                                                  |
| ------------------------- | ------------------------------------------------------------ |
|                           |                                                              |
| Oznaka orbitalnog vozila: | 11F35 K1                                                     |
| Zemlja                    | Sovjetski savez                                              |
| Ime znači:                | Snežna oluja                                                 |
| Prvi let                  | 15. Novembar 1988. 3:00 GMT                                  |
| Poslednja misija          | 15. novembar 1988. 6:25 GMT Vreme sletanja posle prve misije |
| Broj misija               | 1                                                            |
| Broj letova sa posadom:   | 0                                                            |
| Vreme provedeno u svemiru | oko tri sata                                                 |
| Broj orbita               | 2                                                            |
| Trenutni status           | Uništen tokom urušavanja hangara usled neodržavanja          |
|                           |                                                              |

Buran je sovjetski spejs-šatl. Projekat je odobren 1976. Proizvodnja je počela 1980, a 1984. su testirani prvi aero-modeli u punoj veličini. Prvi test let manje replike Burana je izvršen 1983. Od 1984. pa do aprila 1988. izvršeno je ukupno 24 leta test modela Burana u punoj veličini.

## Prvi let
Prvi i poslednji let Burana je obavljen 15-tog novembra 1988. Let je bio bez posade jer sistem za održavanje života nije do tada bio u potpunosti testiran.
Buran se u svemir vinuo na raketi Energija i izvršio je ukupno dve orbite na visinama između 247 i 256 kilometara. Prvi let je bio ograničen na dve orbite zbog nedostatka memorije na Buranovom kompjuteru.

## Zastoj i otkazivanje programa
Iako je prvi orbitalni let bio bez posade on je bio veoma uspešan. Autopilot je uspeo da prizemlji Buran uprokos bočnom vetru od preko 50 km/h na samo 1,5m od srednje linije piste. Od ukupno 38.000 pločica koje su štitile vozilo pri ulazu u atmosferu samo je pet oštećeno. Finansiranje projekta je praktično prestalo posle prvog leta iako je zvanično projekat ukinut tek 1993. Pored Burana još su dva šatla bila u izgradnji od kojih je jedan bio nazvan Ptičica. Tokom novembra 1995 delimično završeni šatlovi su rastavljeni u fabrici koje je trebalo da se preorijentiše na civilnu proizvodnju.
Buran je uništen usled kolapsa hangara u kojem je bio smešten tom prilikom je poginulo osam radnika. 
Jedna od tekovina sovjetskog razvoja šatla je i najveći teretni avion Antonov An-225.

## Galerija - Proizvedeni, nezavršeni i test modeli
| Serijski broj                                | Datum proizvodnje               | Upotreba                                  | Sadašnje stanje |
| Proizvedeni i nezavršeni modeli              | Proizvedeni i nezavršeni modeli | Proizvedeni i nezavršeni modeli           | Proizvedeni i nezavršeni modeli |
| -------------------------------------------- | ------------------------------- | ----------------------------------------- | --- |
| OK-1K1 - "Buran" (11F35 K1)                  | 1986                            | Let bez posade (1988)                     | Uništen urušavanjem hangara 2002. |
| OK-1K2 - Nezvaničan naziv Ptičica (11F35 K2) | 1988                            | 95-97% završen,                           | Vlasništvo Kazakstana, Nalazi se na kosmodromu Bakonur. |
| OK-2K1 "Baikal" (?) (11F35 K3)               | 1990?                           | Nezavršen                                 | Nalazi se u avio muzeju Sinšhajm Nemačka. |
| OK-TK(?) (11F35 K4)                          | 1991?                           | Nezavršen                                 | Delimično rastavljen, nalazi se ispred fabrike tušino u blizini Moskve.                                                                                               |
| Šatl 2.03 11F35 K5)                          | 1992?                           | Nezavršen                                 | Rastavljen. |
| Modeli za aero i statičko modeliranje        |                                 |                                           | |
| OK-M (kasnije OK-ML-1)                       | 1982                            | Statički test                             | Temperature, opterećenje interference sa lansirnom raketom. Nalazi se na kosmodromu u Kazakstanu                                                                      |
| OK-KS (003)                                  | 1982                            | Statički i elektro testovi                | Nalazi se u fabrici Energija u Korolevu |
| OK-MT (Kasnije OK-ML-2)                      | 1983                            | Statički test                             | Testiranje utovara, punjenja likvidima i gasovima, Testiranje hermetičke zatvorenosti, testiranje ulaženja u i izlaženja posade. Nalazi se na kosmodromu Bajkonur.    |
| OK-GLI (Buran Analog BST-02)                 | 1984                            | Aero test                                 | Modelom je izvršeno ukupno 25 aero test letova. Model je prodat muzeju autommobilizma i tehnike u Sinšajmu 2005. Pre Nemačke se nalazio ili se još nalazi u Bahreinu. |
| OK-??? (Model 005?)                          |                                 | Statički test                             | Vibration and vacuum test vehicle. Location unknown. |
| OK-TVI                                       |                                 | Static heat/vacuum testbed                | Static test model: Environmental chamber heat/vacuum, thermal regimes. Location unknown.                                                                              |
| OK-??? (Model 008?)                          |                                 | Statički test                             | Testiranje na vibracije i vakuum. |
| OK-TVA                                       |                                 | Statički test                             | Opterećenje, grejanje i vibracije. Trenutno se nalazi u Parku Gorki, Moskva .                                                                                         |
| Makete i modeli                              |                                 |                                           | |
| BOR-4                                        | 1982-1984                       | Model svemirskog aviona MIG-105           | 1:2 model Svemirskig aviona. Pet puta lansiran.s asvrhom da se razvije termička zaštita za Buran. Proizveden u NPO Molnija Moskva.                                    |
| BOR-5 ("Kosmos")                             | 1983-1988                       | 1/8 veličine Burana                       | Pet modela je lansirano, ali ni jedan ponovo. najmanje četiri je uspečno sletelo i nađeno. proizvođač NPO Molnija.                                                    |
|                                              |                                 | Modelu punoj većičini odeljenja za posadu | Medicinski i biološki testovi |
| GLI                                          |                                 |                                           | podešavanje softera za let i auto-pilota |
|                                              |                                 | Modeli za vazdušni tunel                  | U razmerama od 1:3 do 1:550 |
|                                              |                                 | Dinamika gasa                             | U razmerama od1:15 do 1:2700 |

## Spoljašnje veze
- Lansiranje Burana, video
- Sajt sa detaljnim prikazom Burana
- www.buran.ru
- Foto izveštaj o Buranu na Pravda.ru
- Galerija slika ruskog svemirskog grada